# Guangzhou Baolong Motors
Guangzhou Baolong Motors Co. Ltd., vorher Guangzhou Oriental Baolong Automotive Industry Co. Ltd., war ein Hersteller von Automobilen aus der Volksrepublik China.

## Unternehmensgeschichte
Yang Longjiang gründete das Unternehmen im Juni 1998 in Guangzhou. Er begann mit der Produktion von Automobilen. Der Markenname lautete Baolong. Die Produktion fand in drei Werken in Guangzhou sowie in einem Werk in Zhanjiang statt. 2005 endete die Produktion.
Im September 2005 kam es zusammen mit FAW Hongta Yunnan Automobile Manufacturing zur Gründung des Nachfolgeunternehmens FAW Baolong Light Vehicle im gleichen Ort.

## Fahrzeuge
Zunächst stellte Baolong kugelsichere Fahrzeuge auf der Basis von Mitsubishi V 31 und V 33, Ford Transit, Renault Trafic und Modellen von Mitsubishi her.
Ab November 2001 standen Vans im Angebot. Der Tianmazuo, auch Pegasus genannt, war die Lizenzausgabe des Mitsubishi Space Gear. Der TBL 6500 H bot Platz für sieben Personen und hatte einen Vierzylindermotor mit 2351 cm³ Hubraum und 97 kW Leistung. Der identisch motorisierte TBL 6500 hatte elf Sitze. 2003 ergänzten der siebensitzige TBL 6508 H sowie der TBL 6508 mit wahlweise acht oder elf Sitzen das Sortiment. Beide wurden von einem V6-Motor mit 2972 cm³ Hubraum und 118 kW angetrieben. TBL 6500 H und TBL 6508 H waren bei einem Radstand von 2800 mm und einer Spurweite von 1445 mm (vorne) bzw. 1420 mm (hinten) 4595 mm lang, 1695 mm breit und 1950 mm hoch. Der TBL 6508 hatte 3000 mm Radstand, 5080 mm Länge, 1820 mm Breite und 1960 mm Höhe. Alle Versionen wurde im Oktober 2003 überarbeitet.
Im April 2004 wurden von Matra die Rechte für den Renault Espace III gekauft. Die Produktion dieses Modell ist nicht überliefert.

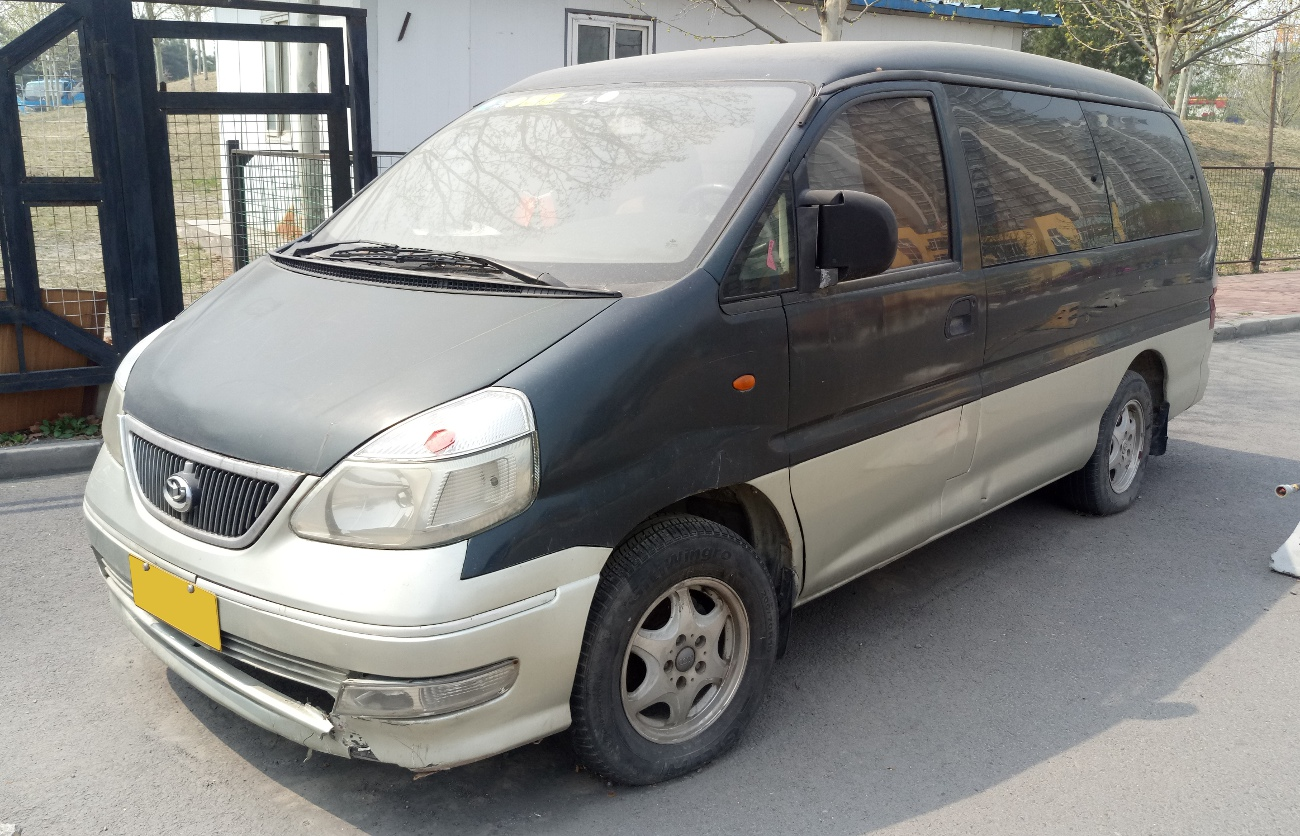
MPV Frontansicht
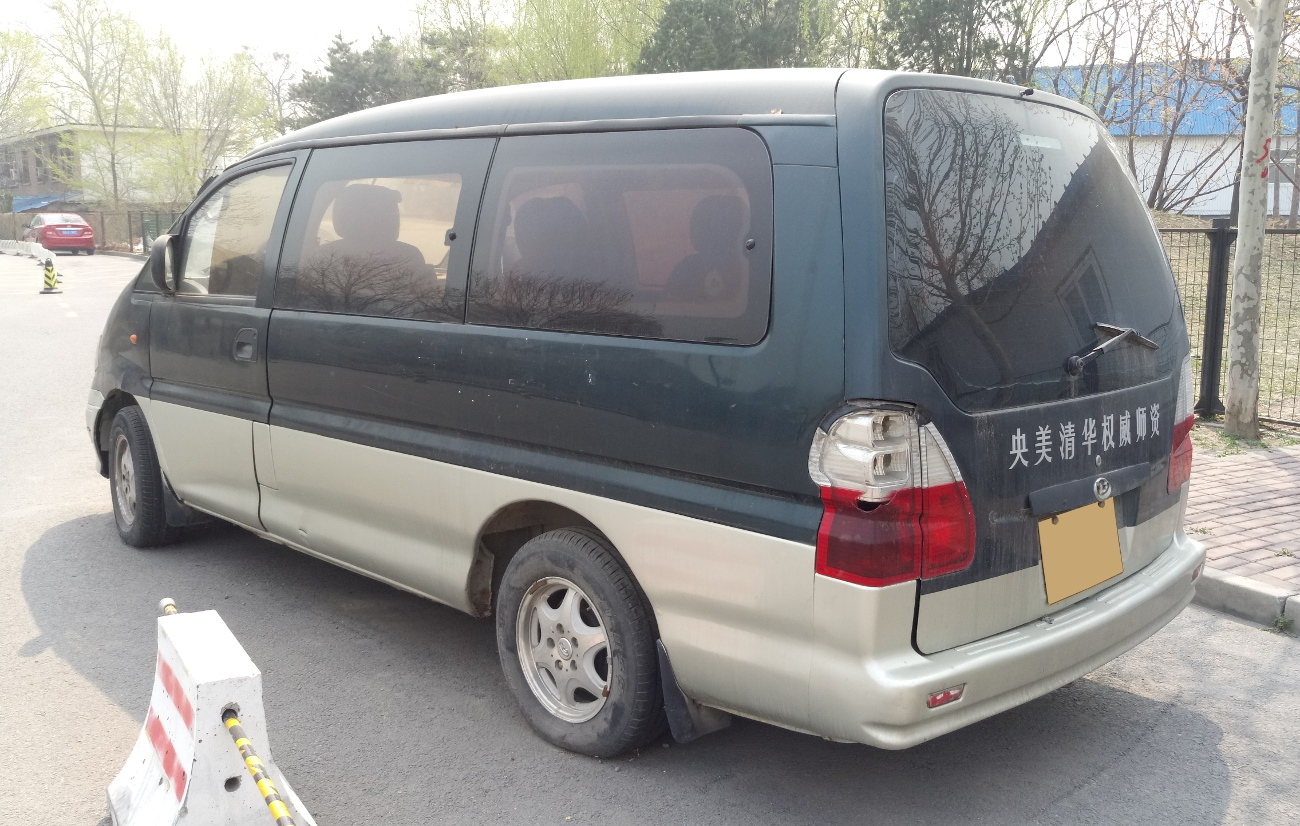
MPV Heckansicht

## Pkw-Produktionszahlen
| Jahr | Produktionszahl | Quellen     |
| ---- | --------------- | ----------- |
| 2001 | 650             | [ 3 ] [ 4 ] |
| 2002 | 1348            | [ 3 ] [ 4 ] |
| 2003 | 1400            | [ 3 ] [ 4 ] |
| 2004 | 1957            | [ 4 ]       |